# 朱為弼
朱为弼（1771年—1840年），初名振鹭，字右甫，号椒堂，又号菽堂、颐斋，浙江平湖县（今属嘉兴市）人。清朝政治人物、學者。嘉慶進士，道光年間官至漕運總督。

## 生平
嘉慶五年（1800年）鄉試舉人，嘉庆十年（1805年）进士，授兵部主事。道光元年（1821年）官河南道監察御史。道光三年（1823年）改禮科給事中。历官顺天府尹，升都察院左副都御史。道光十三年（1833年）任兵部左侍郎，署仓场侍郎，不久实授。道光十四年（1834年）出为漕运总督。次年以年老多病乞免归，获允。

## 著作
朱爲弼通经学，精揅金石，尤嗜钟鼎文。善诗文，工书画，精篆刻。著作有《椒声馆诗文集》、《積古圖釋》、《续纂积古斋彝器款识》、《吉金文释》、《鉏经堂集》、《古印证》等。

## 延伸阅读
[在维基数据编辑]
 《清史稿·卷376》，出自趙爾巽《清史稿》
 在维基共享资源阅览影像

## 外部連結
- 朱為弼 （页面存档备份，存于）